# Oakland Oaks
Die Oakland Oaks waren eine US-amerikanische Basketballfranchise aus Oakland, Kalifornien und Gründungsmitglied der American Basketball Association. Sie wurden im Februar 1967 als Oakland Americans gegründet, änderten den Namen aber noch vor dem Ligastart im Herbst in Oaks. Die Mannschaft spielte von 1967 bis 1969 in der ABA, die Mannschaftsfarben waren Grün und Gold.
Der Besitzer der Oaks war Sänger Pat Boone. Sie waren wahrscheinlich bekannter für die Vertragsstreitigkeiten mit den San Francisco Warriors aus der NBA über die Rechte am Starspieler Rick Barry als für irgendwelche Leistungen auf dem Platz. Barry, ein früherer Rookie des Jahres, der die Warriors 1966/67 in die Finalspiele der NBA führte, war so wütend darüber, dass das Management ihm nicht die sicher motivationsspendenden Preise vergüteten, was seiner Ansicht nach berechtigt gewesen sei, dass er die Saison 1967/68 aussetzte. Er schloss sich im folgenden Jahr den Oaks an und führte die Mannschaft zu ihrer einzigen ABA-Meisterschaft 1968/69.
Mit oder ohne Barry erwies sich die Mannschaft als schlechte Investition für Boone und seine Miteigner. Obwohl sie die Meisterschaft gewannen, waren die Oaks eine abgrundtiefe Enttäuschung an der Abendkasse, was zum großen Teil an der Nähe zu den Warriors aus der NBA lag. Die Mannschaft wurde verkauft und zog nach Washington 1969/70, wo sie in Washington Capitols umbenannt wurde. Nach nur einer Saison in der Hauptstadt der USA zog die Mannschaft nach Norfolk, Virginia vor der Saison 1970/71 um und wurde zu den Virginia Squires. Die Squires wurden nach der Saison 1975/76 aufgelöst, so dass sie nicht mehr für die Vereinigung zwischen ABA und NBA, die nur Wochen später stattfand, zur Verfügung standen.
Eine frühere Version der Oakland Oaks spielte 1962 in der American Basketball League. 